# 두동면
두동면(斗東面)은 대한민국 울산광역시 울주군의 면이다.

## 역사
신라시대 사로 육촌중 하나인 돌산고허촌의 일부였다. 유리 이사금대에 사량부로 개칭하였다. 940년에 경주 남산부(南山府)로 개칭하였다가, 1018년에 울주(蔚州)의 속현인 헌양현(巘陽縣)에 편입되었다. 1413년에 다시 경주부(慶州府)에 환원되어 남면(南面)의 일부가 되었다. 1777년에 남면이 외남면(外南面)과 내남면(內南面)으로 나누면서 외남면이 되었다. 1906년에 경주군 외남면이 울산군에 편입되면서 두북면(斗北面)으로 개칭하였다. 1910년에 언양~경주간 도로를 경계로 두동면(斗東面)과 두서면(斗西面)으로 나누면서 두동면이 되었다.
- 1910년 9월 1일 두북면(斗北面)을 두동면과 두서면으로 분리하면서 두동면(斗東面)이 되었다. 면사무소는 은편리에 두었다.
- 1914년 4월 1일 8개리로 개편하였다.

| 개편 전                                   | 개편 후        |
| ----------------------------------------- | -------------- |
| 은편동(銀片洞)                            | 은편리(銀片里) |
| 임동(林洞), 비조동(飛鳥洞)                | 만화리(萬和里) |
| 구미동(九味洞)                            | 구미리(九味里) |
| 월평동(月坪洞), 봉계동 일부               | 월평리(月坪里) |
| 삼정동(三井洞), 신정동(新亭洞)            | 삼정리(三政里) |
| 봉계동(鳳溪洞), 경주군 내남면 하명곡 일부 | 봉계리(鳳溪里) |
| 천전동(川田洞), 언양군 중북면 반곡동 일부 | 천전리(川前里) |
| 이전동(泥田洞)                            | 이전리(泥田里) |
- 1952년 4월 25일 지방 선거가 시행되고 초대 두동면의원 12명이 선출되었다.
- 1961년 9월 1일 두동면의회가 해산되었다.
- 1918년 11월 12일 면청사를 은편리에서 구미리 684번지로 이전하였다.
- 1918년 11월 12일 면청사를 구미리 647-6번지(현위치)로 이전하였다.
- 1962년 6월 1일 울산군 일부에 울산시가 설치되면서 울주군 두동면이 되었다.
- 1991년 1월 1일 울주군이 울산군으로 개칭하면서 울산군 두동면이 되었다.
- 1995년 1월 1일 울산시·울산군 통합으로 울산시 울주구 두동면이 되었다.
- 1997년 7월 15일 울산시가 울산광역시로 승격하면서 울산광역시 울주군 두동면이 되었다.

## 행정 구역
두동면은 8개 법정리와 15개 행정리, 42개 반으로 구성되어있다. 인구는 2015년 12월 31일 기준으로 1,963세대 4,030명이다. 면소재지는 구미리이다. 삼정리는 대곡댐에 수몰되어 주민이 없다.
| 법정리 | 한자   | 행정리 | 세대  | 인구  |
| ------ | ------ | ------ | ----- | ----- |
| 은편리 | 銀片里 | 2개    | 223   | 478   |
| 만화리 | 萬和里 | 2개    | 264   | 616   |
| 구미리 | 九味里 | 2개    | 355   | 655   |
| 월평리 | 月坪里 | 2개    | 216   | 439   |
| 봉계리 | 鳳溪里 | 4개    | 531   | 866   |
| 천전리 | 川前里 | 1개    | 162   | 524   |
| 이전리 | 泥田里 | 2개    | 212   | 452   |
| 삼정리 | 三政里 | 없음   | 0     | 0     |
| 두동면 | 斗東面 | 15개   | 1,963 | 4,030 |

## 교육 기관
- 두동초등학교
- 봉월초등학교 : 2012년 두동초등학교에 통폐합되었다.

## 두동면의회
두동면의회는 1952년부터 1961년까지 존속한 대한민국의 지방의회이다.
- 1952년 4월 25일 초대 면의원 선거 실시, 두동면의원 12명(대한독립촉성국민회2+대한청년단3+무소속7)이 선출되었다.
- 1956년 8월 8일 2대 면의원 선거 실시, 두동면의원 11명(자유당11)이 선출되었다.
- 1960년 12월 12일 3대 면의원 선거 실시, 두동면의원 11명이 선출되었다.
- 1961년 9월 1일 군사 정권에 의해 강제해산되었다.